# خوانيتا بروكس
خوانيتا بروكس (بالإنجليزية: Juanita Brooks)‏ هي مؤرخة وكاتِبة أمريكية، ولدت في 15 يناير 1898 في بانكرفيل في الولايات المتحدة، وتوفيت في 26 أغسطس 1989.